# Короставник восточный
Короста́вник восто́чный (лат. Knautia orientalis) — вид однолетних травянистых растений рода Короставник (Knautia) семейства Жимолостные (Caprifoliaceae).

## Ботаническое описание
Стебли, в нижней части жестковолосистые, в верхней — слабо волосистые, высотой 30—60 см.
Листья сидячие, стеблеобъемлющие прикорневые листья ланцетные, верхние — узколанцетные или линейные, цельные или более или менее зубчатые.
Соцветия — головки о 5—10 лучевых цветках, листочки обёртки в числе 8—10. Венчики кровяно-красного цвета. Чашечка о 12—16 зубцах.

## Классификация

### Таксономия
Вид Короставник восточный входит в род Короставник (Knautia) семейства Ворсянковые (Dipsacaceae) порядка Ворсянкоцветные (Dipsacales).
|  |                                      |  |                                                       |                                                       |                       |  | ещё 6 семейств (согласно Системе APG II) | ещё 6 семейств (согласно Системе APG II) |                           |  |  |  | ещё 8 видов |
|  |                                      |  |                                                       |                                                       |                       |  | ещё 6 семейств (согласно Системе APG II) | ещё 6 семейств (согласно Системе APG II) |                           |  |  |  | ещё 8 видов |
|  |                                      |  |                                                       | порядок Ворсянкоцветные                               |                       |  |                                          |                                          | род Короставник           |  |  |  |             |
|  |                                      |  |                                                       | порядок Ворсянкоцветные                               |                       |  |                                          |                                          | род Короставник           |  |  |  |             |
|  | отдел Цветковые, или Покрытосеменные |  |                                                       |                                                       | семейство Ворсянковые |  |                                          |                                          | вид Короставник восточный |  |  |  |             |
|  | отдел Цветковые, или Покрытосеменные |  |                                                       |                                                       | семейство Ворсянковые |  |                                          |                                          |                           |  |  |  |             |
|  |                                      |  | ещё 44 порядка цветковых растений (по Системе APG II) | ещё 44 порядка цветковых растений (по Системе APG II) |                       |  |                                          | ещё 15 родов                             | ещё 15 родов              |  |  |  |             |
|  |                                      |  |                                                       | ещё 44 порядка цветковых растений (по Системе APG II) |                       |  |                                          |                                          | ещё 15 родов              |  |  |  |             |